# Drôme (departma)
Drôme (francoska izgovorjava: [dʁom], okcitansko Droma, Drôma v Arpitanu) je departma na jugovzhodu Franciji, ki se nahaja v regiji Auvergne-Rona-Alpe. Ime je dobil po reki Drôme; od leta 2016 je živelo 508.006 prebivalcev. Glavno mesto Prefektura Drôme je Valence.

## Zgodovina
Departma je bil ustanovljen v času francoske revolucije 4. marca 1790 iz dela nekdanje province Dauphiné.
Leta 1792 mu je bilo priključeno ozemlje grofije Venaissin, naslednje leto pa je bil iz njega izločen novonastali departma Vaucluse.

## Upravna delitev

### Glavna naselja
(podatki 1999)
- Valence: 66.568
- Romans-sur-Isère: 33.665
- Montélimar: 32.896
- Nyons: 6.731

## Geografija
Drôme leži v južnem delu regije Auvergne-Rona-Alpe. Na zahodu meji na departma Ardèche, na severu na departma Isère, na vzhodu in jugu pa na departmaje regije Provansa-Alpe-Azurna obala Hautes-Alpes, Alpes-de-Haute-Provence in Vaucluse. Slednjemu pripada eksklava, kanton Valréas, ki se nahaja znotraj departmaja Drôme.

## Gospodarstvo
Večina gospodarskih dejavnosti departmaja Drôme je na zahodu departmaja ob dolini Rone. Na tem območju, kjer je večina prebivalstva tega departmaja, je tudi dostopen prevoz, kot sta avtocesta A7 in železniški progi LGV Rhône-Alpes in LGV Méditerranée. Gospodarsko aktivnost v mestu Valence je Drôme okrepilo ustvarjanje linije Valence TGV leta 2001.
Drôme je deležen odličnega obiska turistov. Udeležba je enakomerno rasla (+ 4% med letoma 2006 in 2007). Sportne aktivnost obsegajo:
- pozimi: smučanje, tek na smučeh, krpljanje
- poleti: pohodništvo, gorsko kolesarjenje v gorskem območju

- Stolnica v Valence
- Polje sivke blizu kraja Die
- Grignan, mesto in grad
- Palača Ferdinand Cheval
- Vercors plato
- Nugat in Montélimara